# Halley Feiffer
Halley Feiffer (20 november 1984) is een Amerikaanse actrice, scenarioschrijfster, filmproducente en toneelschrijfster.

## Biografie
Feiffer is een dochter van de bekende Amerikaanse satiremaker en cartoonist Jules Feiffer en schrijfster, actrice en comédienne Jenny Allen.  Zij studeerde in 2007 af aan de Wesleyan universiteit in Middletown.
Feiffer begon haar carrière in het theater, voornamelijk in off-Broadway producties als actrice en toneelschrijfster. Zij trad tweemaal op Broadway op, in 2011 speelde zij de rol van kleine non in het toneelstuk The House of Blue Leaves en van 2016 tot en met 2017 speelde zij als Peggy Grant in The Front Page.
Feiffer begon in 2000 met acteren in de film You Can Count on Me, waarna zij nog meerdere rollen speelde in films en televisieseries.

## Filmografie

### Films
Uitgezonderd korte films. 
- 2025 Materialists - als Patricia
- 2015 It Had To Be You - als Nora
- 2014 Glass Chin - als Kathryn Glassman
- 2014 Appropriate Behavior - als Crystal
- 2013 Clutter - als Penny Bradford
- 2013 All Is Bright - als Claire
- 2013 He's Way More Famous Than You - als Halley Feiffer
- 2012 Free Samples - als Nancy
- 2010 Twelve Thirty - als Irena
- 2010 Fighting Fish - als Chris
- 2009 Gentlemen Broncos - als Tabatha
- 2009 The Messenger - als Marla Cohen
- 2007 Margot at the Wedding - als Maisy Koosman
- 2006 Stephanie Daley - als Rhana
- 2005 The Squid and the Whale - als Sophie Greenberg
- 2004 You Can Count on Me - als Amy

### Televisieseries
Uitgezonderd eenmalige gastoptredens. 
- 2015 What's Your Emergency - als Janice Featherstone - 16 afl.
- 2011 Bored to Death - als Emily - 5 afl.
- 2011 Mildred Pierce - als Arline - 3 afl.

### Filmproducente
- 2021 American Crime Story - televisieserie - 9 afl.
- 2018 Kidding - televisieserie - 10 afl.
- 2018 Mozart in the Jungle - televisieserie - 10 afl.
- 2013 He's Way More Famous Than You - film

### Scenarioschrijfster
- 2022 Roar - televisieserie - 8 afl.
- 2021 American Crime Story - televisieserie - 1 afl.
- 2019 SMILF - televisieserie - 1 afl.
- 2018 Kidding - televisieserie - 1 afl.
- 2018 Mozart in the Jungle - televisieserie - 1 afl.
- 2015 What's Your Emergency - televisieserie - 10 afl.
- 2013 He's Way More Famous Than You - film
- 2012 Nail Polish - korte film

- Biblioteca Nacional de España: XX6037075
- Gemeinsame Normdatei: 1073553175
- International Standard Name Identifier: 0000 0000 4799 2220
- Library of Congress Control Number: no2005104116
- Nationale Bibliotheek van Israël: 987007330192905171
- Système universitaire de documentation: 241581338
- Virtual International Authority File: 9585775
- WorldCat: E39PBJqBpYpdXtVJg3Q9KkPG73